# Боднарчук Владислав Степанович
Владислав Степанович Боднарчук (нар. 11 квітня 2006, с. Більче-Золоте, Тернопільська область) — український співак.

## Життєпис
Владислав Боднарчук народився 11 квітня 2006 року в селі Більче-Золотому, нині Більче-Золотецької громади Чортківського району Тернопільської области України.
Навчався в Більче-Золотецькому навчально-виховному комплексі, місцевій музичній школі та Борщівській школі мистецтв. Нині — студент Тернопільського мистецького фахового коледжу імені Соломії Крушельницької (клас Вадима Дарчука).
Учасник проєктів «Голос Діти», «Маленькі Гіганти», «Фолькмюзік» та численних пісенних конкурсів.

## Нагороди
- переможець пісенного конкурсу від палацу «Україна» (2024)[2],
- перше місце Міжнародного конкурсу сучасної релігійної пісні «Пісня серця» (2013, м. Чортків, отримав у нагороду запрошення на концертний тур країнами Європи)[4],
- гран-прі районного конкурсу «Слово Тарасове струнами б'ється»[5],
- гран-прі на конкурсі-фестивалі духовної пісні «Струни душі» (м. Львів)[6],
- перше місце на всеукраїнському конкурсі «Пісенні Медобори»[5],
- друге місце на Всеукраїнському конкурсі обдарованих дітей «Голос країни» (2016)[6],
- лауреат I ступеня Міжнародного фестивалю дитячого та юнацького пісенного мистецтва «Кришталевий жайвір» (2017, м. Тернопіль)[7],
- лауреат I премії IV Всеукраїнського фестиваль-конкурсу хорового співу та інструментальної музики «Галицькі Самоцвіти» (2017, м. Львів)[8],
- диплом І ступеня XVII Фестивалю-конкурсу духовної пісні «Аскольдів глас» (2018)[3],
- гран-прі ІІ Відкритого конкурсу вокалістів та хорових колективів ім. Соломії Крушельницької (2019, м. Тернопіль)[9],
- лауреат І ступеня з врученням ордена «Золота квітка» Міжнародного вокального конкурсу імені Квітки Цісик (2021; м. Прага, Чехія)[10].

На одному із Всеукраїнських конкурсів у Києві Владислав мав честь співати разом на одній сцені з Героєм України, уже покійним Дмитром Гнатюком.
У 2014 році Владислав був визнаний найталановитішою дитиною року в Україні.